# NGC 4822
NGC 4822 је елиптична галаксија у сазвежђу Девица која се налази на NGC листи објеката дубоког неба.
Деклинација објекта је - 10° 45' 44" а ректасцензија 12h 57m 3,6s. Привидна величина (магнитуда) објекта NGC 4822 износи 13,5 а фотографска магнитуда 14,5. NGC 4822 је још познат и под ознакама MCG -2-33-69, PGC 44236.